# 岩代国

岩代国の位置

岩代国（いわしろのくに）は、東北戦争終結直後に陸奥国より分立した、日本の地方区分の国の一つ。東山道に位置する。別称は岩州（がんしゅう）。領域は現在の福島県西半部にあたる。

## 領域
1869年（明治元年）の制定時の領域は、現在の福島県の下記の区域に相当する。会津の全域と中通りの北部を範囲とし、中通りは東隣の磐城国と分割する形となる。
- 伊達市
- 伊達郡国見町・桑折町・川俣町
- 福島市
- 二本松市
- 本宮市
- 安達郡大玉村
- 郡山市の西部（阿武隈川以西）
- 須賀川市の西部（阿武隈川以西）
- 岩瀬郡鏡石町・天栄村
- 西白河郡矢吹町の一部（境町・本郷町・南町・田内・馬場および東の内の一部・子ハ清水の一部）
- 白河市の一部（大信下小屋・大信隈戸）
- 耶麻郡猪苗代町・磐梯町・北塩原村・西会津町
- 喜多方市
- 会津若松市
- 河沼郡湯川村・会津坂下町・柳津町
- 大沼郡会津美里町・昭和村・三島町・金山町
- 南会津郡下郷町・南会津町・只見町・檜枝岐村

## 沿革
養老2年（718年）、陸奥国から石背国と石城国が分割されたが、数年で陸奥国に復された。石背国の範囲はのちの岩代国とほぼ同じだったがやや広く、阿武隈川流域を含んだ。
明治元年12月7日（西暦1869年1月19日）に、陸奥国から岩代国、磐城国、陸前国、陸中国の4国が分立した。
岩代国の領域にあった藩は以下のとおりである。
- 福島藩
- 二本松藩

※以下、陸奥国から分立前に廃止された藩
- 梁川藩
- 桑折藩
- 下手渡藩
- 陸奥下村藩
- 会津藩
- 大久保藩
- 石川藩

### 近代以降の沿革
- 「旧高旧領取調帳」に記載されている明治初年時点での、陸奥国のうち後の岩代国内の支配は以下の通り（1,426村・745,262石余）。太字は当該郡内に藩庁が所在。国名のあるものは飛地領。
  - 安達郡（74村・87,124石余） - 二本松藩
  - 伊達郡（112村・114,296石余） - 幕府領、蝦夷松前藩、陸奥黒石藩、陸奥盛岡藩、三河刈谷藩、筑後三池藩
  - 信夫郡（92村・88,084石余） - 幕府領、福島藩、二本松藩、陸奥棚倉藩、越後新発田藩、下総関宿藩、備中足守藩
  - 安積郡（48村・53,032石余） - 二本松藩、会津藩
  - 岩瀬郡（72村・59,007石余） - 幕府領、旗本領、陸奥白河藩、越後高田藩[注釈 1]、常陸土浦藩
  - 河沼郡（248村・76,212石余） - 幕府領（会津藩預地）、会津藩
  - 会津郡（309村・88,221石余） - 幕府領（会津藩預地）、会津藩
  - 大沼郡（161村・53,038石余） - 幕府領（会津藩預地）、会津藩
  - 耶麻郡（310村・126,245石余） - 幕府領（会津藩預地）、会津藩
- 慶応2年6月19日（1866年7月30日）
  - 棚倉藩が武蔵川越藩に転封。
  - 白河藩が棚倉藩に転封。旧領は幕府領となり、二本松藩が管轄。
- 慶応4年2月1日（1868年2月23日） - 棚倉藩が白河藩に転封（実行されず）。
- 明治元年
  - 8月8日（1868年9月23日） - 戊辰戦争後の処分により、岩瀬郡の幕府領・旗本領・旧白河藩領が白河民政局、安達郡・信夫郡・伊達郡の幕府領・福島藩領・棚倉藩領および二本松藩領の一部が福島民政局の管轄となる。
  - 9月22日（1868年11月6日） - 会津戦争で会津藩が新政府軍に降伏し、領地を没収される。
  - 10月1日（1868年11月14日） - 旧会津藩領および会津藩預地に若松民政局を設置。
  - 12月7日（1869年1月19日）
    - 陸奥国が分割され、岩瀬郡・会津郡・耶麻郡・安積郡・安達郡・大沼郡・河沼郡・信夫郡・伊達郡が岩代国の所属となる。
    - 岩瀬郡・信夫郡・安達郡・安積郡・伊達郡の幕府領・棚倉藩領・福島藩領および二本松藩領の一部が磐城中村藩・常陸笠間藩取締地、関宿藩領が中村藩取締地となる。中村藩取締地は桑折県を称した[注釈 2]。
    - 白河藩領が磐城守山藩取締地となる。
    - 旧会津藩領の郷村高帳の引き継ぎ以外の事務が上野館林藩の管轄となる。

  - 12月18日（1869年1月30日） - 福島藩が三河重原藩に転封。国内の領地が消滅。
  - 12月23日（1869年2月4日） - 旧会津藩領の事務が館林藩と羽前新庄藩の共同管理となる。
  - 12月24日（1869年2月5日）
    - 戊辰戦争後の処分により盛岡藩が転封されて磐城白石藩となり、国内の領地が消滅。
    - 白河藩が棚倉藩に転封（現状に即した形となる）。
- 明治2年
  - 5月4日（1869年6月13日） - 若松民政局を廃し、若松県を設置。館林藩・新庄藩の管轄が終了。
  - 6月24日（1869年5月15日） - 松前藩が渡島館藩に改称。
  - 7月20日（1869年8月27日） - 中村藩・笠間藩取締地が福島県（第1次）の管轄となる。
  - 8月7日（1869年9月12日） - 白河民政局を廃し、白河県を設置。守山藩の管轄が終了。
- 明治初年 - 領地替えにより土浦藩領が白河県、新発田藩領が福島県（第1次）の管轄となる。
- 明治3年 - 領地替えにより足守藩領が福島県（第1次）の管轄となる。
- 明治4年
  - 7月14日（1871年8月29日） - 廃藩置県により藩領が二本松県（第1次）および館県・黒石県・高田県[注釈 3]・刈谷県・三池県の飛地領となる。
  - 11月2日（1871年12月13日） - 第1次府県統合により、信夫郡・安達郡・安積郡・岩瀬郡・伊達郡が二本松県（第2次）、会津郡・耶麻郡・大沼郡・河沼郡が若松県の管轄となる。
  - 11月14日（1871年12月25日） - 二本松県が福島県（第2次）に改称。
- 明治9年（1876年）8月21日 - 第2次府県統合により、全域が福島県（第2次）の管轄となる。

## 国内の施設

### 神社
令制国としての一宮ではないが、伊佐須美神社（大沼郡会津美里町）が全国一の宮会により「岩代国新一の宮」として認定されている。

## 地域

### 郡
- 岩瀬郡
- 会津郡
- 耶麻郡
- 安積郡
- 安達郡
- 大沼郡
- 河沼郡
- 信夫郡
- 伊達郡

### 人口
明治5年（1872年）の調査では、人口42万7933人を数えた。